# Mindszentkálla
Mindszentkálla (deutsch: Allerheiligendorf) ist eine ungarische Gemeinde im Kreis Tapolca im Komitat Veszprém.

## Geografische Lage
Mindszentkálla liegt 36 Kilometer südwestlich des Komitatssitzes Veszprém, 9 Kilometer südöstlich der Kreisstadt Tapolca und 7 Kilometer nördlich des Balaton (deutsch Plattensee) im Káli-Becken. Nachbargemeinden sind Hegyesd, Szentbékkálla, Kékkút und Káptalantóti. 

## Geschichte
Das Gebiet ist seit der Antike bewohnt. In dem Nachbarort Kékkút lebten Christen in römischer Zeit. Dies beweist der Stein der Monogramme in Christus. Die erste schriftliche Erwähnung von Mindszentkálla stammt aus dem Jahr 1277.
Im Jahr 1913 gab es in der damaligen Kleingemeinde 173 Häuser und 917 Einwohner auf einer Fläche von 1873 Katastraljochen. Sie gehörte zu dieser Zeit zum Bezirk Tapolcza im Komitat Zala.

## Natur
Westlich von Mindszentkálla liegt der 302 Meter hohe Berg Kopaszhegy. Genau wie zahlreiche andere Berge im Káli-Becken war dieser Berg ein Vulkan. Seit 1984 ist das Káli-Becken Naturschutzgebiet, ein von den Schäden der modernen Zeit fast unberührtes archaisches Land. Hier sind Feigen, Mandeln, Kastanien, Lavendel und Rosmarin beheimatet. Mit der submediterranen Vegetation gedeihen hier Steinwacholder und Heidekraut. Interessant ist das Zusammentreffen von Alpen- und Atlantikvegetation. Auch Wildenten und Gänse, Schwarzstörche, Löffler und diverse Reiher fühlen sich hier heimisch. Ganz in der Nähe von Szentbékkálla, einem Nachbardorf von Mindszentkálla, liegt das „Steinerne Meer“. Steine und Felsen liegen so, wie wenn sie ein Riese verstreut hätte. Es ist ein Rätsel, woher die über einer acht Meter dicken Sandschicht liegenden, zum Teil hausgroßen Felsbrocken kommen.

## Sehenswürdigkeiten
In Mindszentkálla steht die römisch-katholische Kirche Mindenszentek, die 1829 im klassizistischen Stil erbaut wurde. Der Hochaltar, die Kanzel und die Bänke sowie der Orgelschrank stammen aus dem Jahre 1830 und sind klassizistische Schnitzereien. Interessant ist auch das alte romanische Taufbecken in der heutigen Sakristei.
Außerdem findet man weiter außerhalb des Dorfes die Ruine einer alten Kirche, die während der türkischen Besatzung zerstört wurde.
Im Ort gibt es ein 1956er-Denkmal (1956-os emlékmű), erschaffen von Tamás Tóth.

## Bilder

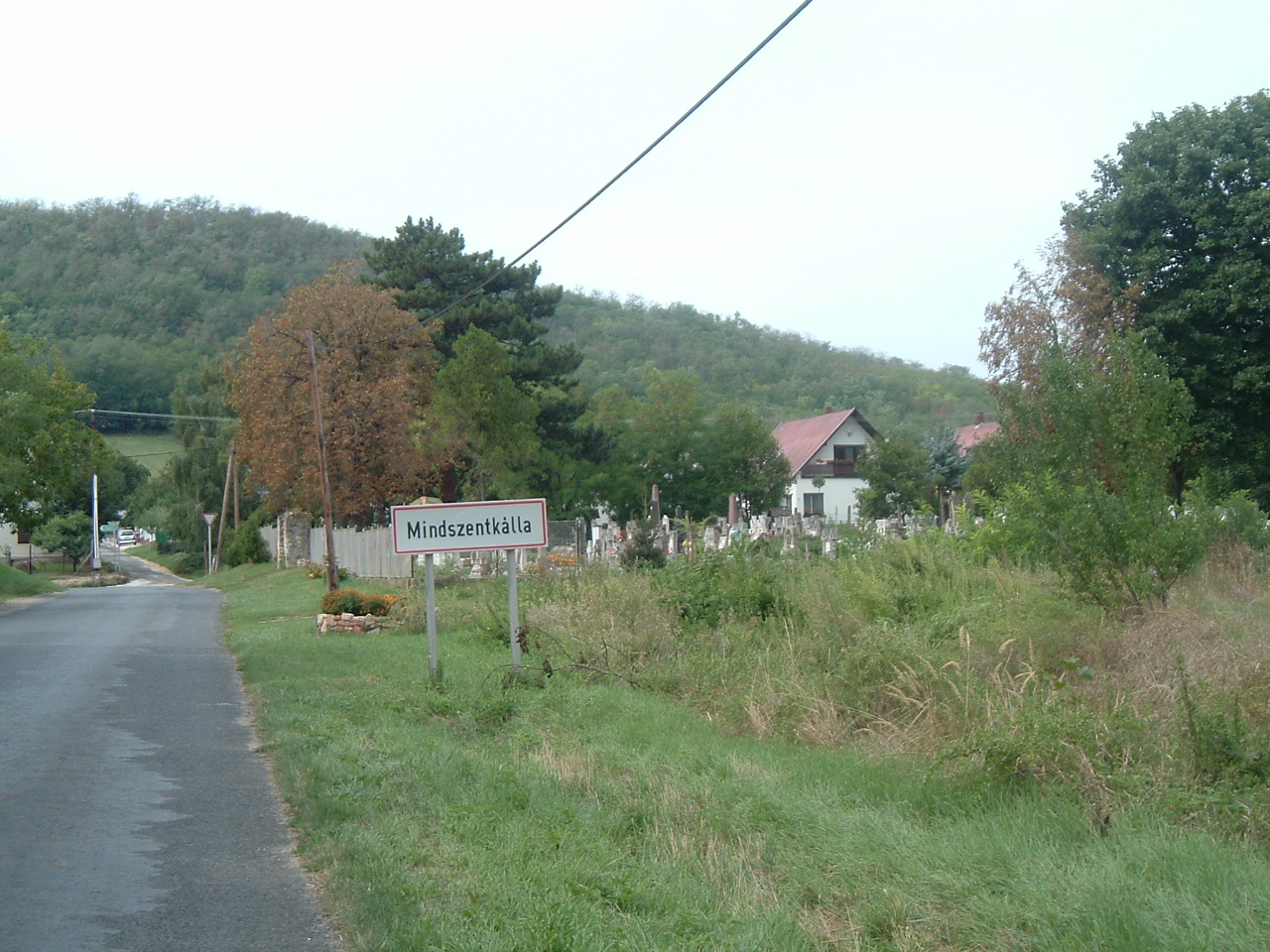
Ortseingang
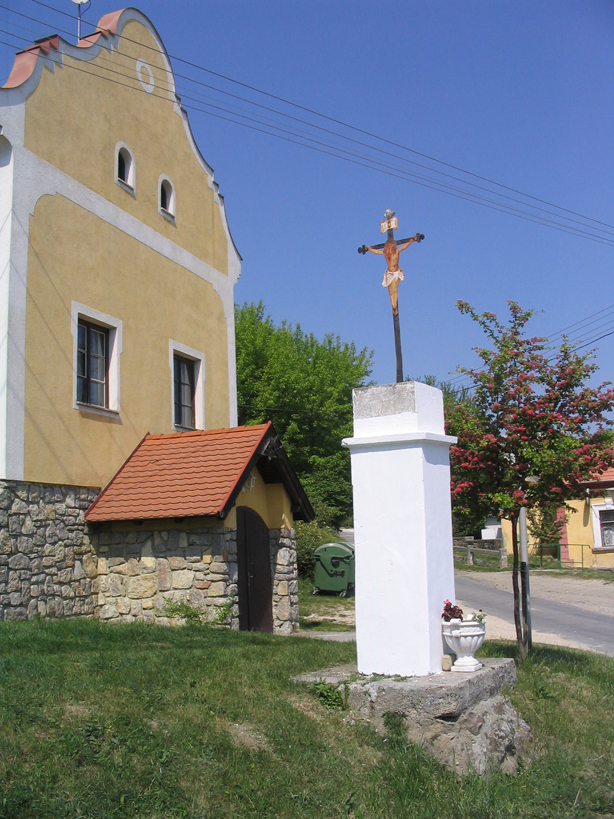
Kruzifix
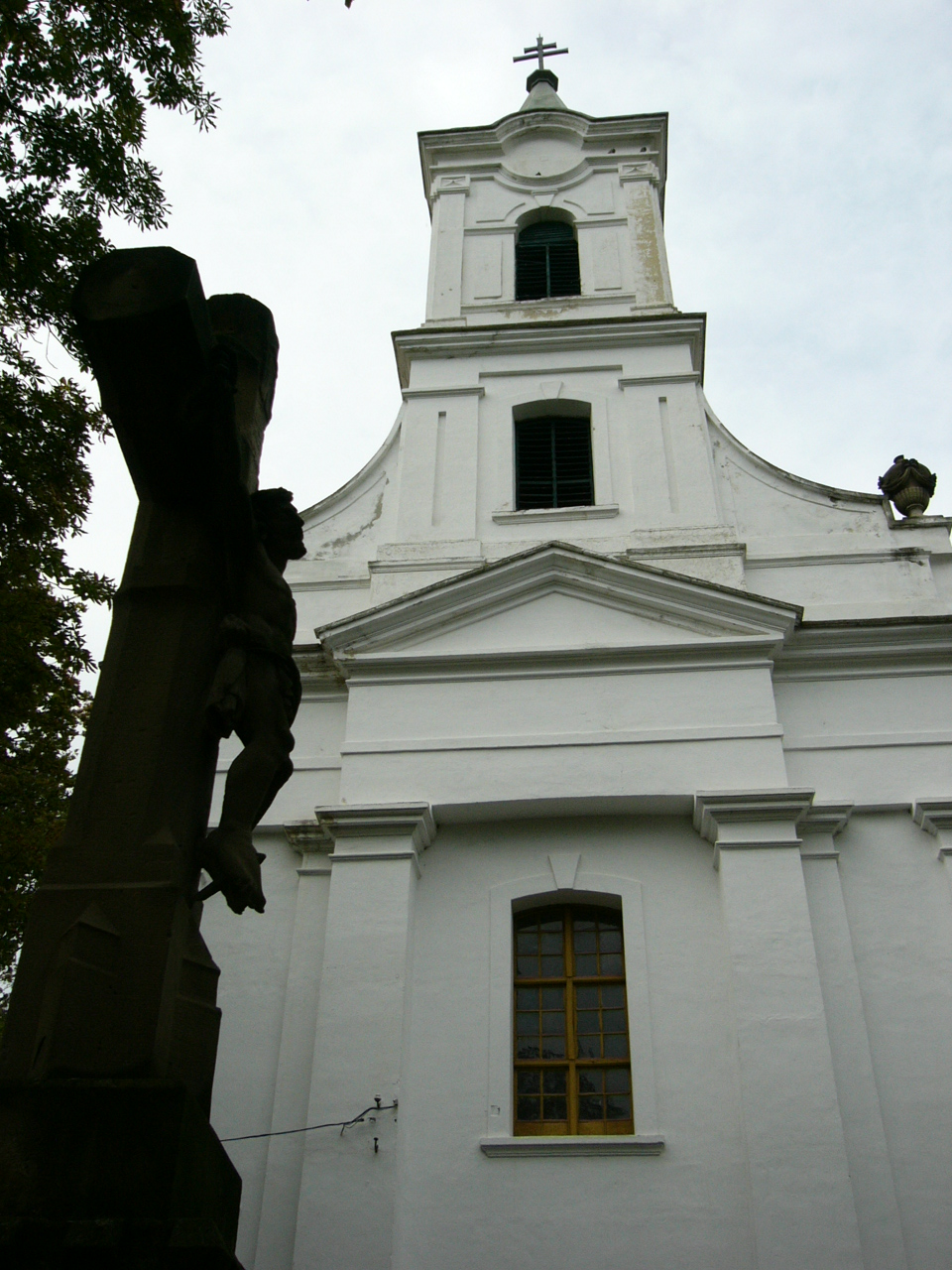
Röm.-kath. Kirche Mindenszentek

## Verkehr
Durch Mindszentkálla verläuft die Nebenstraße Nr. 73153. Der nächstgelegene Bahnhof befindet sich sieben Kilometer südlich in Ábrahámhegy am Nordufer des Balaton.